# 布丽吉特·麦克马洪
布丽吉特·麦克马洪（英語：Brigitte McMahon，1967年3月25日—），瑞士女子铁人三项运动员。她曾获得2000年夏季奥运会铁人三项比赛女子个人金牌。她也参加了2004年夏季奥运会，获得第10名。